# توماس رينونيس
توماس رينونيس (بالإسبانية: Tomás Reñones)، من مواليد 9 أغسطس 1960 ، لاعب كرة قدم إسباني سابق.
لعب مع منتخب إسبانيا لكرة القدم.

## روابط خارجية
- توماس رينونيس على موقع الاتحاد الدولي (مؤرشف)  (الإنجليزية)
- توماس رينونيس على موقع قاعدة بيانات كرة القدم.إي يو (الإنجليزية)
- توماس رينونيس على موقع ناشيونال فوتبول تيمز (الإنجليزية)
- توماس رينونيس على موقع عالم كرة القدم.نت (الإنجليزية)